# Onni Rajasaari
Onni Rafael Rajasaari (2. března 1910 Hanko – 12. listopadu 1994 tamtéž) byl finský atlet, specialista na trojskok, mistr Evropy z roku 1938.
V letech 1932 a 1936 startoval v soutěži trojskokanů na olympiádě – v obou případech bez medailového umístění. Lépe se mu vedlo v této disciplíně na evropském šampionátu. V roce 1934 skončil třetí, o čtyři roky později zvítězil. Nejlepšího výkonu 15,52 m dosáhl v roce 1939.